# Chauffayer
Chauffayer korábbi község (település) Franciaországban, Hautes-Alpes megyében. Lakosainak száma 383 fő (2015). Chauffayer Les Costes, Le Glaizil, Le Noyer, Saint-Eusèbe-en-Champsaur, Saint-Firmin és Saint-Jacques-en-Valgodemard községekkel határos.
2018. január 1-jén Les Costes és Saint-Eusèbe-en-Champsaur községgel egyesült és Aubessagne új község része lett.

## Népesség
A település népességének változása:
| Lakosok száma | 504  | 528  | 402  | 363  | 334  | 377  | 391  | 389  | 383  |
|               | 1968 | 1975 | 1982 | 1990 | 1999 | 2006 | 2011 | 2013 | 2015 |